# Ernst Baumgarten
Ernst Baumgarten (Lipsia, 29 settembre 1886 – Lipsia, 14 maggio 1976) è stato un compositore di scacchi tedesco.
Ha composto circa 300 problemi di vari generi: diretti in due, tre e più mosse, di aiutomatto e di automatto, numerosi dei quali premiati.
Due suoi problemi:
|   | a | b | c | d | e | f | g | h |   |
| 8 | d7 re del bianco · f7 donna del bianco · d6 pedone del nero · e6 pedone del nero · g6 pedone del bianco · h6 pedone del nero · a5 torre del bianco · e5 cavallo del bianco · g5 alfiere del nero · h5 donna del nero · b4 pedone del nero · c4 pedone del nero · d4 re del nero · f3 alfiere del nero · g3 cavallo del nero · b2 pedone del bianco · f2 pedone del bianco · b1 alfiere del bianco · g1 alfiere del bianco | d7 re del bianco · f7 donna del bianco · d6 pedone del nero · e6 pedone del nero · g6 pedone del bianco · h6 pedone del nero · a5 torre del bianco · e5 cavallo del bianco · g5 alfiere del nero · h5 donna del nero · b4 pedone del nero · c4 pedone del nero · d4 re del nero · f3 alfiere del nero · g3 cavallo del nero · b2 pedone del bianco · f2 pedone del bianco · b1 alfiere del bianco · g1 alfiere del bianco | d7 re del bianco · f7 donna del bianco · d6 pedone del nero · e6 pedone del nero · g6 pedone del bianco · h6 pedone del nero · a5 torre del bianco · e5 cavallo del bianco · g5 alfiere del nero · h5 donna del nero · b4 pedone del nero · c4 pedone del nero · d4 re del nero · f3 alfiere del nero · g3 cavallo del nero · b2 pedone del bianco · f2 pedone del bianco · b1 alfiere del bianco · g1 alfiere del bianco | d7 re del bianco · f7 donna del bianco · d6 pedone del nero · e6 pedone del nero · g6 pedone del bianco · h6 pedone del nero · a5 torre del bianco · e5 cavallo del bianco · g5 alfiere del nero · h5 donna del nero · b4 pedone del nero · c4 pedone del nero · d4 re del nero · f3 alfiere del nero · g3 cavallo del nero · b2 pedone del bianco · f2 pedone del bianco · b1 alfiere del bianco · g1 alfiere del bianco | d7 re del bianco · f7 donna del bianco · d6 pedone del nero · e6 pedone del nero · g6 pedone del bianco · h6 pedone del nero · a5 torre del bianco · e5 cavallo del bianco · g5 alfiere del nero · h5 donna del nero · b4 pedone del nero · c4 pedone del nero · d4 re del nero · f3 alfiere del nero · g3 cavallo del nero · b2 pedone del bianco · f2 pedone del bianco · b1 alfiere del bianco · g1 alfiere del bianco | d7 re del bianco · f7 donna del bianco · d6 pedone del nero · e6 pedone del nero · g6 pedone del bianco · h6 pedone del nero · a5 torre del bianco · e5 cavallo del bianco · g5 alfiere del nero · h5 donna del nero · b4 pedone del nero · c4 pedone del nero · d4 re del nero · f3 alfiere del nero · g3 cavallo del nero · b2 pedone del bianco · f2 pedone del bianco · b1 alfiere del bianco · g1 alfiere del bianco | d7 re del bianco · f7 donna del bianco · d6 pedone del nero · e6 pedone del nero · g6 pedone del bianco · h6 pedone del nero · a5 torre del bianco · e5 cavallo del bianco · g5 alfiere del nero · h5 donna del nero · b4 pedone del nero · c4 pedone del nero · d4 re del nero · f3 alfiere del nero · g3 cavallo del nero · b2 pedone del bianco · f2 pedone del bianco · b1 alfiere del bianco · g1 alfiere del bianco | d7 re del bianco · f7 donna del bianco · d6 pedone del nero · e6 pedone del nero · g6 pedone del bianco · h6 pedone del nero · a5 torre del bianco · e5 cavallo del bianco · g5 alfiere del nero · h5 donna del nero · b4 pedone del nero · c4 pedone del nero · d4 re del nero · f3 alfiere del nero · g3 cavallo del nero · b2 pedone del bianco · f2 pedone del bianco · b1 alfiere del bianco · g1 alfiere del bianco | 8 |
| 7 | d7 re del bianco · f7 donna del bianco · d6 pedone del nero · e6 pedone del nero · g6 pedone del bianco · h6 pedone del nero · a5 torre del bianco · e5 cavallo del bianco · g5 alfiere del nero · h5 donna del nero · b4 pedone del nero · c4 pedone del nero · d4 re del nero · f3 alfiere del nero · g3 cavallo del nero · b2 pedone del bianco · f2 pedone del bianco · b1 alfiere del bianco · g1 alfiere del bianco | d7 re del bianco · f7 donna del bianco · d6 pedone del nero · e6 pedone del nero · g6 pedone del bianco · h6 pedone del nero · a5 torre del bianco · e5 cavallo del bianco · g5 alfiere del nero · h5 donna del nero · b4 pedone del nero · c4 pedone del nero · d4 re del nero · f3 alfiere del nero · g3 cavallo del nero · b2 pedone del bianco · f2 pedone del bianco · b1 alfiere del bianco · g1 alfiere del bianco | d7 re del bianco · f7 donna del bianco · d6 pedone del nero · e6 pedone del nero · g6 pedone del bianco · h6 pedone del nero · a5 torre del bianco · e5 cavallo del bianco · g5 alfiere del nero · h5 donna del nero · b4 pedone del nero · c4 pedone del nero · d4 re del nero · f3 alfiere del nero · g3 cavallo del nero · b2 pedone del bianco · f2 pedone del bianco · b1 alfiere del bianco · g1 alfiere del bianco | d7 re del bianco · f7 donna del bianco · d6 pedone del nero · e6 pedone del nero · g6 pedone del bianco · h6 pedone del nero · a5 torre del bianco · e5 cavallo del bianco · g5 alfiere del nero · h5 donna del nero · b4 pedone del nero · c4 pedone del nero · d4 re del nero · f3 alfiere del nero · g3 cavallo del nero · b2 pedone del bianco · f2 pedone del bianco · b1 alfiere del bianco · g1 alfiere del bianco | d7 re del bianco · f7 donna del bianco · d6 pedone del nero · e6 pedone del nero · g6 pedone del bianco · h6 pedone del nero · a5 torre del bianco · e5 cavallo del bianco · g5 alfiere del nero · h5 donna del nero · b4 pedone del nero · c4 pedone del nero · d4 re del nero · f3 alfiere del nero · g3 cavallo del nero · b2 pedone del bianco · f2 pedone del bianco · b1 alfiere del bianco · g1 alfiere del bianco | d7 re del bianco · f7 donna del bianco · d6 pedone del nero · e6 pedone del nero · g6 pedone del bianco · h6 pedone del nero · a5 torre del bianco · e5 cavallo del bianco · g5 alfiere del nero · h5 donna del nero · b4 pedone del nero · c4 pedone del nero · d4 re del nero · f3 alfiere del nero · g3 cavallo del nero · b2 pedone del bianco · f2 pedone del bianco · b1 alfiere del bianco · g1 alfiere del bianco | d7 re del bianco · f7 donna del bianco · d6 pedone del nero · e6 pedone del nero · g6 pedone del bianco · h6 pedone del nero · a5 torre del bianco · e5 cavallo del bianco · g5 alfiere del nero · h5 donna del nero · b4 pedone del nero · c4 pedone del nero · d4 re del nero · f3 alfiere del nero · g3 cavallo del nero · b2 pedone del bianco · f2 pedone del bianco · b1 alfiere del bianco · g1 alfiere del bianco | d7 re del bianco · f7 donna del bianco · d6 pedone del nero · e6 pedone del nero · g6 pedone del bianco · h6 pedone del nero · a5 torre del bianco · e5 cavallo del bianco · g5 alfiere del nero · h5 donna del nero · b4 pedone del nero · c4 pedone del nero · d4 re del nero · f3 alfiere del nero · g3 cavallo del nero · b2 pedone del bianco · f2 pedone del bianco · b1 alfiere del bianco · g1 alfiere del bianco | 7 |
| 6 | d7 re del bianco · f7 donna del bianco · d6 pedone del nero · e6 pedone del nero · g6 pedone del bianco · h6 pedone del nero · a5 torre del bianco · e5 cavallo del bianco · g5 alfiere del nero · h5 donna del nero · b4 pedone del nero · c4 pedone del nero · d4 re del nero · f3 alfiere del nero · g3 cavallo del nero · b2 pedone del bianco · f2 pedone del bianco · b1 alfiere del bianco · g1 alfiere del bianco | d7 re del bianco · f7 donna del bianco · d6 pedone del nero · e6 pedone del nero · g6 pedone del bianco · h6 pedone del nero · a5 torre del bianco · e5 cavallo del bianco · g5 alfiere del nero · h5 donna del nero · b4 pedone del nero · c4 pedone del nero · d4 re del nero · f3 alfiere del nero · g3 cavallo del nero · b2 pedone del bianco · f2 pedone del bianco · b1 alfiere del bianco · g1 alfiere del bianco | d7 re del bianco · f7 donna del bianco · d6 pedone del nero · e6 pedone del nero · g6 pedone del bianco · h6 pedone del nero · a5 torre del bianco · e5 cavallo del bianco · g5 alfiere del nero · h5 donna del nero · b4 pedone del nero · c4 pedone del nero · d4 re del nero · f3 alfiere del nero · g3 cavallo del nero · b2 pedone del bianco · f2 pedone del bianco · b1 alfiere del bianco · g1 alfiere del bianco | d7 re del bianco · f7 donna del bianco · d6 pedone del nero · e6 pedone del nero · g6 pedone del bianco · h6 pedone del nero · a5 torre del bianco · e5 cavallo del bianco · g5 alfiere del nero · h5 donna del nero · b4 pedone del nero · c4 pedone del nero · d4 re del nero · f3 alfiere del nero · g3 cavallo del nero · b2 pedone del bianco · f2 pedone del bianco · b1 alfiere del bianco · g1 alfiere del bianco | d7 re del bianco · f7 donna del bianco · d6 pedone del nero · e6 pedone del nero · g6 pedone del bianco · h6 pedone del nero · a5 torre del bianco · e5 cavallo del bianco · g5 alfiere del nero · h5 donna del nero · b4 pedone del nero · c4 pedone del nero · d4 re del nero · f3 alfiere del nero · g3 cavallo del nero · b2 pedone del bianco · f2 pedone del bianco · b1 alfiere del bianco · g1 alfiere del bianco | d7 re del bianco · f7 donna del bianco · d6 pedone del nero · e6 pedone del nero · g6 pedone del bianco · h6 pedone del nero · a5 torre del bianco · e5 cavallo del bianco · g5 alfiere del nero · h5 donna del nero · b4 pedone del nero · c4 pedone del nero · d4 re del nero · f3 alfiere del nero · g3 cavallo del nero · b2 pedone del bianco · f2 pedone del bianco · b1 alfiere del bianco · g1 alfiere del bianco | d7 re del bianco · f7 donna del bianco · d6 pedone del nero · e6 pedone del nero · g6 pedone del bianco · h6 pedone del nero · a5 torre del bianco · e5 cavallo del bianco · g5 alfiere del nero · h5 donna del nero · b4 pedone del nero · c4 pedone del nero · d4 re del nero · f3 alfiere del nero · g3 cavallo del nero · b2 pedone del bianco · f2 pedone del bianco · b1 alfiere del bianco · g1 alfiere del bianco | d7 re del bianco · f7 donna del bianco · d6 pedone del nero · e6 pedone del nero · g6 pedone del bianco · h6 pedone del nero · a5 torre del bianco · e5 cavallo del bianco · g5 alfiere del nero · h5 donna del nero · b4 pedone del nero · c4 pedone del nero · d4 re del nero · f3 alfiere del nero · g3 cavallo del nero · b2 pedone del bianco · f2 pedone del bianco · b1 alfiere del bianco · g1 alfiere del bianco | 6 |
| 5 | d7 re del bianco · f7 donna del bianco · d6 pedone del nero · e6 pedone del nero · g6 pedone del bianco · h6 pedone del nero · a5 torre del bianco · e5 cavallo del bianco · g5 alfiere del nero · h5 donna del nero · b4 pedone del nero · c4 pedone del nero · d4 re del nero · f3 alfiere del nero · g3 cavallo del nero · b2 pedone del bianco · f2 pedone del bianco · b1 alfiere del bianco · g1 alfiere del bianco | d7 re del bianco · f7 donna del bianco · d6 pedone del nero · e6 pedone del nero · g6 pedone del bianco · h6 pedone del nero · a5 torre del bianco · e5 cavallo del bianco · g5 alfiere del nero · h5 donna del nero · b4 pedone del nero · c4 pedone del nero · d4 re del nero · f3 alfiere del nero · g3 cavallo del nero · b2 pedone del bianco · f2 pedone del bianco · b1 alfiere del bianco · g1 alfiere del bianco | d7 re del bianco · f7 donna del bianco · d6 pedone del nero · e6 pedone del nero · g6 pedone del bianco · h6 pedone del nero · a5 torre del bianco · e5 cavallo del bianco · g5 alfiere del nero · h5 donna del nero · b4 pedone del nero · c4 pedone del nero · d4 re del nero · f3 alfiere del nero · g3 cavallo del nero · b2 pedone del bianco · f2 pedone del bianco · b1 alfiere del bianco · g1 alfiere del bianco | d7 re del bianco · f7 donna del bianco · d6 pedone del nero · e6 pedone del nero · g6 pedone del bianco · h6 pedone del nero · a5 torre del bianco · e5 cavallo del bianco · g5 alfiere del nero · h5 donna del nero · b4 pedone del nero · c4 pedone del nero · d4 re del nero · f3 alfiere del nero · g3 cavallo del nero · b2 pedone del bianco · f2 pedone del bianco · b1 alfiere del bianco · g1 alfiere del bianco | d7 re del bianco · f7 donna del bianco · d6 pedone del nero · e6 pedone del nero · g6 pedone del bianco · h6 pedone del nero · a5 torre del bianco · e5 cavallo del bianco · g5 alfiere del nero · h5 donna del nero · b4 pedone del nero · c4 pedone del nero · d4 re del nero · f3 alfiere del nero · g3 cavallo del nero · b2 pedone del bianco · f2 pedone del bianco · b1 alfiere del bianco · g1 alfiere del bianco | d7 re del bianco · f7 donna del bianco · d6 pedone del nero · e6 pedone del nero · g6 pedone del bianco · h6 pedone del nero · a5 torre del bianco · e5 cavallo del bianco · g5 alfiere del nero · h5 donna del nero · b4 pedone del nero · c4 pedone del nero · d4 re del nero · f3 alfiere del nero · g3 cavallo del nero · b2 pedone del bianco · f2 pedone del bianco · b1 alfiere del bianco · g1 alfiere del bianco | d7 re del bianco · f7 donna del bianco · d6 pedone del nero · e6 pedone del nero · g6 pedone del bianco · h6 pedone del nero · a5 torre del bianco · e5 cavallo del bianco · g5 alfiere del nero · h5 donna del nero · b4 pedone del nero · c4 pedone del nero · d4 re del nero · f3 alfiere del nero · g3 cavallo del nero · b2 pedone del bianco · f2 pedone del bianco · b1 alfiere del bianco · g1 alfiere del bianco | d7 re del bianco · f7 donna del bianco · d6 pedone del nero · e6 pedone del nero · g6 pedone del bianco · h6 pedone del nero · a5 torre del bianco · e5 cavallo del bianco · g5 alfiere del nero · h5 donna del nero · b4 pedone del nero · c4 pedone del nero · d4 re del nero · f3 alfiere del nero · g3 cavallo del nero · b2 pedone del bianco · f2 pedone del bianco · b1 alfiere del bianco · g1 alfiere del bianco | 5 |
| 4 | d7 re del bianco · f7 donna del bianco · d6 pedone del nero · e6 pedone del nero · g6 pedone del bianco · h6 pedone del nero · a5 torre del bianco · e5 cavallo del bianco · g5 alfiere del nero · h5 donna del nero · b4 pedone del nero · c4 pedone del nero · d4 re del nero · f3 alfiere del nero · g3 cavallo del nero · b2 pedone del bianco · f2 pedone del bianco · b1 alfiere del bianco · g1 alfiere del bianco | d7 re del bianco · f7 donna del bianco · d6 pedone del nero · e6 pedone del nero · g6 pedone del bianco · h6 pedone del nero · a5 torre del bianco · e5 cavallo del bianco · g5 alfiere del nero · h5 donna del nero · b4 pedone del nero · c4 pedone del nero · d4 re del nero · f3 alfiere del nero · g3 cavallo del nero · b2 pedone del bianco · f2 pedone del bianco · b1 alfiere del bianco · g1 alfiere del bianco | d7 re del bianco · f7 donna del bianco · d6 pedone del nero · e6 pedone del nero · g6 pedone del bianco · h6 pedone del nero · a5 torre del bianco · e5 cavallo del bianco · g5 alfiere del nero · h5 donna del nero · b4 pedone del nero · c4 pedone del nero · d4 re del nero · f3 alfiere del nero · g3 cavallo del nero · b2 pedone del bianco · f2 pedone del bianco · b1 alfiere del bianco · g1 alfiere del bianco | d7 re del bianco · f7 donna del bianco · d6 pedone del nero · e6 pedone del nero · g6 pedone del bianco · h6 pedone del nero · a5 torre del bianco · e5 cavallo del bianco · g5 alfiere del nero · h5 donna del nero · b4 pedone del nero · c4 pedone del nero · d4 re del nero · f3 alfiere del nero · g3 cavallo del nero · b2 pedone del bianco · f2 pedone del bianco · b1 alfiere del bianco · g1 alfiere del bianco | d7 re del bianco · f7 donna del bianco · d6 pedone del nero · e6 pedone del nero · g6 pedone del bianco · h6 pedone del nero · a5 torre del bianco · e5 cavallo del bianco · g5 alfiere del nero · h5 donna del nero · b4 pedone del nero · c4 pedone del nero · d4 re del nero · f3 alfiere del nero · g3 cavallo del nero · b2 pedone del bianco · f2 pedone del bianco · b1 alfiere del bianco · g1 alfiere del bianco | d7 re del bianco · f7 donna del bianco · d6 pedone del nero · e6 pedone del nero · g6 pedone del bianco · h6 pedone del nero · a5 torre del bianco · e5 cavallo del bianco · g5 alfiere del nero · h5 donna del nero · b4 pedone del nero · c4 pedone del nero · d4 re del nero · f3 alfiere del nero · g3 cavallo del nero · b2 pedone del bianco · f2 pedone del bianco · b1 alfiere del bianco · g1 alfiere del bianco | d7 re del bianco · f7 donna del bianco · d6 pedone del nero · e6 pedone del nero · g6 pedone del bianco · h6 pedone del nero · a5 torre del bianco · e5 cavallo del bianco · g5 alfiere del nero · h5 donna del nero · b4 pedone del nero · c4 pedone del nero · d4 re del nero · f3 alfiere del nero · g3 cavallo del nero · b2 pedone del bianco · f2 pedone del bianco · b1 alfiere del bianco · g1 alfiere del bianco | d7 re del bianco · f7 donna del bianco · d6 pedone del nero · e6 pedone del nero · g6 pedone del bianco · h6 pedone del nero · a5 torre del bianco · e5 cavallo del bianco · g5 alfiere del nero · h5 donna del nero · b4 pedone del nero · c4 pedone del nero · d4 re del nero · f3 alfiere del nero · g3 cavallo del nero · b2 pedone del bianco · f2 pedone del bianco · b1 alfiere del bianco · g1 alfiere del bianco | 4 |
| 3 | d7 re del bianco · f7 donna del bianco · d6 pedone del nero · e6 pedone del nero · g6 pedone del bianco · h6 pedone del nero · a5 torre del bianco · e5 cavallo del bianco · g5 alfiere del nero · h5 donna del nero · b4 pedone del nero · c4 pedone del nero · d4 re del nero · f3 alfiere del nero · g3 cavallo del nero · b2 pedone del bianco · f2 pedone del bianco · b1 alfiere del bianco · g1 alfiere del bianco | d7 re del bianco · f7 donna del bianco · d6 pedone del nero · e6 pedone del nero · g6 pedone del bianco · h6 pedone del nero · a5 torre del bianco · e5 cavallo del bianco · g5 alfiere del nero · h5 donna del nero · b4 pedone del nero · c4 pedone del nero · d4 re del nero · f3 alfiere del nero · g3 cavallo del nero · b2 pedone del bianco · f2 pedone del bianco · b1 alfiere del bianco · g1 alfiere del bianco | d7 re del bianco · f7 donna del bianco · d6 pedone del nero · e6 pedone del nero · g6 pedone del bianco · h6 pedone del nero · a5 torre del bianco · e5 cavallo del bianco · g5 alfiere del nero · h5 donna del nero · b4 pedone del nero · c4 pedone del nero · d4 re del nero · f3 alfiere del nero · g3 cavallo del nero · b2 pedone del bianco · f2 pedone del bianco · b1 alfiere del bianco · g1 alfiere del bianco | d7 re del bianco · f7 donna del bianco · d6 pedone del nero · e6 pedone del nero · g6 pedone del bianco · h6 pedone del nero · a5 torre del bianco · e5 cavallo del bianco · g5 alfiere del nero · h5 donna del nero · b4 pedone del nero · c4 pedone del nero · d4 re del nero · f3 alfiere del nero · g3 cavallo del nero · b2 pedone del bianco · f2 pedone del bianco · b1 alfiere del bianco · g1 alfiere del bianco | d7 re del bianco · f7 donna del bianco · d6 pedone del nero · e6 pedone del nero · g6 pedone del bianco · h6 pedone del nero · a5 torre del bianco · e5 cavallo del bianco · g5 alfiere del nero · h5 donna del nero · b4 pedone del nero · c4 pedone del nero · d4 re del nero · f3 alfiere del nero · g3 cavallo del nero · b2 pedone del bianco · f2 pedone del bianco · b1 alfiere del bianco · g1 alfiere del bianco | d7 re del bianco · f7 donna del bianco · d6 pedone del nero · e6 pedone del nero · g6 pedone del bianco · h6 pedone del nero · a5 torre del bianco · e5 cavallo del bianco · g5 alfiere del nero · h5 donna del nero · b4 pedone del nero · c4 pedone del nero · d4 re del nero · f3 alfiere del nero · g3 cavallo del nero · b2 pedone del bianco · f2 pedone del bianco · b1 alfiere del bianco · g1 alfiere del bianco | d7 re del bianco · f7 donna del bianco · d6 pedone del nero · e6 pedone del nero · g6 pedone del bianco · h6 pedone del nero · a5 torre del bianco · e5 cavallo del bianco · g5 alfiere del nero · h5 donna del nero · b4 pedone del nero · c4 pedone del nero · d4 re del nero · f3 alfiere del nero · g3 cavallo del nero · b2 pedone del bianco · f2 pedone del bianco · b1 alfiere del bianco · g1 alfiere del bianco | d7 re del bianco · f7 donna del bianco · d6 pedone del nero · e6 pedone del nero · g6 pedone del bianco · h6 pedone del nero · a5 torre del bianco · e5 cavallo del bianco · g5 alfiere del nero · h5 donna del nero · b4 pedone del nero · c4 pedone del nero · d4 re del nero · f3 alfiere del nero · g3 cavallo del nero · b2 pedone del bianco · f2 pedone del bianco · b1 alfiere del bianco · g1 alfiere del bianco | 3 |
| 2 | d7 re del bianco · f7 donna del bianco · d6 pedone del nero · e6 pedone del nero · g6 pedone del bianco · h6 pedone del nero · a5 torre del bianco · e5 cavallo del bianco · g5 alfiere del nero · h5 donna del nero · b4 pedone del nero · c4 pedone del nero · d4 re del nero · f3 alfiere del nero · g3 cavallo del nero · b2 pedone del bianco · f2 pedone del bianco · b1 alfiere del bianco · g1 alfiere del bianco | d7 re del bianco · f7 donna del bianco · d6 pedone del nero · e6 pedone del nero · g6 pedone del bianco · h6 pedone del nero · a5 torre del bianco · e5 cavallo del bianco · g5 alfiere del nero · h5 donna del nero · b4 pedone del nero · c4 pedone del nero · d4 re del nero · f3 alfiere del nero · g3 cavallo del nero · b2 pedone del bianco · f2 pedone del bianco · b1 alfiere del bianco · g1 alfiere del bianco | d7 re del bianco · f7 donna del bianco · d6 pedone del nero · e6 pedone del nero · g6 pedone del bianco · h6 pedone del nero · a5 torre del bianco · e5 cavallo del bianco · g5 alfiere del nero · h5 donna del nero · b4 pedone del nero · c4 pedone del nero · d4 re del nero · f3 alfiere del nero · g3 cavallo del nero · b2 pedone del bianco · f2 pedone del bianco · b1 alfiere del bianco · g1 alfiere del bianco | d7 re del bianco · f7 donna del bianco · d6 pedone del nero · e6 pedone del nero · g6 pedone del bianco · h6 pedone del nero · a5 torre del bianco · e5 cavallo del bianco · g5 alfiere del nero · h5 donna del nero · b4 pedone del nero · c4 pedone del nero · d4 re del nero · f3 alfiere del nero · g3 cavallo del nero · b2 pedone del bianco · f2 pedone del bianco · b1 alfiere del bianco · g1 alfiere del bianco | d7 re del bianco · f7 donna del bianco · d6 pedone del nero · e6 pedone del nero · g6 pedone del bianco · h6 pedone del nero · a5 torre del bianco · e5 cavallo del bianco · g5 alfiere del nero · h5 donna del nero · b4 pedone del nero · c4 pedone del nero · d4 re del nero · f3 alfiere del nero · g3 cavallo del nero · b2 pedone del bianco · f2 pedone del bianco · b1 alfiere del bianco · g1 alfiere del bianco | d7 re del bianco · f7 donna del bianco · d6 pedone del nero · e6 pedone del nero · g6 pedone del bianco · h6 pedone del nero · a5 torre del bianco · e5 cavallo del bianco · g5 alfiere del nero · h5 donna del nero · b4 pedone del nero · c4 pedone del nero · d4 re del nero · f3 alfiere del nero · g3 cavallo del nero · b2 pedone del bianco · f2 pedone del bianco · b1 alfiere del bianco · g1 alfiere del bianco | d7 re del bianco · f7 donna del bianco · d6 pedone del nero · e6 pedone del nero · g6 pedone del bianco · h6 pedone del nero · a5 torre del bianco · e5 cavallo del bianco · g5 alfiere del nero · h5 donna del nero · b4 pedone del nero · c4 pedone del nero · d4 re del nero · f3 alfiere del nero · g3 cavallo del nero · b2 pedone del bianco · f2 pedone del bianco · b1 alfiere del bianco · g1 alfiere del bianco | d7 re del bianco · f7 donna del bianco · d6 pedone del nero · e6 pedone del nero · g6 pedone del bianco · h6 pedone del nero · a5 torre del bianco · e5 cavallo del bianco · g5 alfiere del nero · h5 donna del nero · b4 pedone del nero · c4 pedone del nero · d4 re del nero · f3 alfiere del nero · g3 cavallo del nero · b2 pedone del bianco · f2 pedone del bianco · b1 alfiere del bianco · g1 alfiere del bianco | 2 |
| 1 | d7 re del bianco · f7 donna del bianco · d6 pedone del nero · e6 pedone del nero · g6 pedone del bianco · h6 pedone del nero · a5 torre del bianco · e5 cavallo del bianco · g5 alfiere del nero · h5 donna del nero · b4 pedone del nero · c4 pedone del nero · d4 re del nero · f3 alfiere del nero · g3 cavallo del nero · b2 pedone del bianco · f2 pedone del bianco · b1 alfiere del bianco · g1 alfiere del bianco | d7 re del bianco · f7 donna del bianco · d6 pedone del nero · e6 pedone del nero · g6 pedone del bianco · h6 pedone del nero · a5 torre del bianco · e5 cavallo del bianco · g5 alfiere del nero · h5 donna del nero · b4 pedone del nero · c4 pedone del nero · d4 re del nero · f3 alfiere del nero · g3 cavallo del nero · b2 pedone del bianco · f2 pedone del bianco · b1 alfiere del bianco · g1 alfiere del bianco | d7 re del bianco · f7 donna del bianco · d6 pedone del nero · e6 pedone del nero · g6 pedone del bianco · h6 pedone del nero · a5 torre del bianco · e5 cavallo del bianco · g5 alfiere del nero · h5 donna del nero · b4 pedone del nero · c4 pedone del nero · d4 re del nero · f3 alfiere del nero · g3 cavallo del nero · b2 pedone del bianco · f2 pedone del bianco · b1 alfiere del bianco · g1 alfiere del bianco | d7 re del bianco · f7 donna del bianco · d6 pedone del nero · e6 pedone del nero · g6 pedone del bianco · h6 pedone del nero · a5 torre del bianco · e5 cavallo del bianco · g5 alfiere del nero · h5 donna del nero · b4 pedone del nero · c4 pedone del nero · d4 re del nero · f3 alfiere del nero · g3 cavallo del nero · b2 pedone del bianco · f2 pedone del bianco · b1 alfiere del bianco · g1 alfiere del bianco | d7 re del bianco · f7 donna del bianco · d6 pedone del nero · e6 pedone del nero · g6 pedone del bianco · h6 pedone del nero · a5 torre del bianco · e5 cavallo del bianco · g5 alfiere del nero · h5 donna del nero · b4 pedone del nero · c4 pedone del nero · d4 re del nero · f3 alfiere del nero · g3 cavallo del nero · b2 pedone del bianco · f2 pedone del bianco · b1 alfiere del bianco · g1 alfiere del bianco | d7 re del bianco · f7 donna del bianco · d6 pedone del nero · e6 pedone del nero · g6 pedone del bianco · h6 pedone del nero · a5 torre del bianco · e5 cavallo del bianco · g5 alfiere del nero · h5 donna del nero · b4 pedone del nero · c4 pedone del nero · d4 re del nero · f3 alfiere del nero · g3 cavallo del nero · b2 pedone del bianco · f2 pedone del bianco · b1 alfiere del bianco · g1 alfiere del bianco | d7 re del bianco · f7 donna del bianco · d6 pedone del nero · e6 pedone del nero · g6 pedone del bianco · h6 pedone del nero · a5 torre del bianco · e5 cavallo del bianco · g5 alfiere del nero · h5 donna del nero · b4 pedone del nero · c4 pedone del nero · d4 re del nero · f3 alfiere del nero · g3 cavallo del nero · b2 pedone del bianco · f2 pedone del bianco · b1 alfiere del bianco · g1 alfiere del bianco | d7 re del bianco · f7 donna del bianco · d6 pedone del nero · e6 pedone del nero · g6 pedone del bianco · h6 pedone del nero · a5 torre del bianco · e5 cavallo del bianco · g5 alfiere del nero · h5 donna del nero · b4 pedone del nero · c4 pedone del nero · d4 re del nero · f3 alfiere del nero · g3 cavallo del nero · b2 pedone del bianco · f2 pedone del bianco · b1 alfiere del bianco · g1 alfiere del bianco | 1 |
|   | a | b | c | d | e | f | g | h |   |

Soluzione:
Tentativi: 1. Df6? ...c3!

1. Dxe6? ... Dg4!

1. Dxf3? ... dxe5!
1. Re8!  (min. 2. Da7#)

1... Dxg6  2. Cxf3#

1... d5/Ce4/Ac6+  2. Cc6#

1... Ae7/d8  2. fxg3#

|   | a | b | c | d | e | f | g | h |   |
| 8 | e8 re del bianco · g8 cavallo del bianco · c7 alfiere del bianco · g6 pedone del nero · g5 pedone del nero · d4 cavallo del nero · g4 pedone del bianco · h4 re del nero · b3 pedone del bianco · d3 pedone del nero · e3 pedone del nero · g3 torre del bianco · a2 torre del bianco · h2 torre del nero · b1 alfiere del nero · e1 cavallo del bianco · h1 torre del nero | e8 re del bianco · g8 cavallo del bianco · c7 alfiere del bianco · g6 pedone del nero · g5 pedone del nero · d4 cavallo del nero · g4 pedone del bianco · h4 re del nero · b3 pedone del bianco · d3 pedone del nero · e3 pedone del nero · g3 torre del bianco · a2 torre del bianco · h2 torre del nero · b1 alfiere del nero · e1 cavallo del bianco · h1 torre del nero | e8 re del bianco · g8 cavallo del bianco · c7 alfiere del bianco · g6 pedone del nero · g5 pedone del nero · d4 cavallo del nero · g4 pedone del bianco · h4 re del nero · b3 pedone del bianco · d3 pedone del nero · e3 pedone del nero · g3 torre del bianco · a2 torre del bianco · h2 torre del nero · b1 alfiere del nero · e1 cavallo del bianco · h1 torre del nero | e8 re del bianco · g8 cavallo del bianco · c7 alfiere del bianco · g6 pedone del nero · g5 pedone del nero · d4 cavallo del nero · g4 pedone del bianco · h4 re del nero · b3 pedone del bianco · d3 pedone del nero · e3 pedone del nero · g3 torre del bianco · a2 torre del bianco · h2 torre del nero · b1 alfiere del nero · e1 cavallo del bianco · h1 torre del nero | e8 re del bianco · g8 cavallo del bianco · c7 alfiere del bianco · g6 pedone del nero · g5 pedone del nero · d4 cavallo del nero · g4 pedone del bianco · h4 re del nero · b3 pedone del bianco · d3 pedone del nero · e3 pedone del nero · g3 torre del bianco · a2 torre del bianco · h2 torre del nero · b1 alfiere del nero · e1 cavallo del bianco · h1 torre del nero | e8 re del bianco · g8 cavallo del bianco · c7 alfiere del bianco · g6 pedone del nero · g5 pedone del nero · d4 cavallo del nero · g4 pedone del bianco · h4 re del nero · b3 pedone del bianco · d3 pedone del nero · e3 pedone del nero · g3 torre del bianco · a2 torre del bianco · h2 torre del nero · b1 alfiere del nero · e1 cavallo del bianco · h1 torre del nero | e8 re del bianco · g8 cavallo del bianco · c7 alfiere del bianco · g6 pedone del nero · g5 pedone del nero · d4 cavallo del nero · g4 pedone del bianco · h4 re del nero · b3 pedone del bianco · d3 pedone del nero · e3 pedone del nero · g3 torre del bianco · a2 torre del bianco · h2 torre del nero · b1 alfiere del nero · e1 cavallo del bianco · h1 torre del nero | e8 re del bianco · g8 cavallo del bianco · c7 alfiere del bianco · g6 pedone del nero · g5 pedone del nero · d4 cavallo del nero · g4 pedone del bianco · h4 re del nero · b3 pedone del bianco · d3 pedone del nero · e3 pedone del nero · g3 torre del bianco · a2 torre del bianco · h2 torre del nero · b1 alfiere del nero · e1 cavallo del bianco · h1 torre del nero | 8 |
| 7 | e8 re del bianco · g8 cavallo del bianco · c7 alfiere del bianco · g6 pedone del nero · g5 pedone del nero · d4 cavallo del nero · g4 pedone del bianco · h4 re del nero · b3 pedone del bianco · d3 pedone del nero · e3 pedone del nero · g3 torre del bianco · a2 torre del bianco · h2 torre del nero · b1 alfiere del nero · e1 cavallo del bianco · h1 torre del nero | e8 re del bianco · g8 cavallo del bianco · c7 alfiere del bianco · g6 pedone del nero · g5 pedone del nero · d4 cavallo del nero · g4 pedone del bianco · h4 re del nero · b3 pedone del bianco · d3 pedone del nero · e3 pedone del nero · g3 torre del bianco · a2 torre del bianco · h2 torre del nero · b1 alfiere del nero · e1 cavallo del bianco · h1 torre del nero | e8 re del bianco · g8 cavallo del bianco · c7 alfiere del bianco · g6 pedone del nero · g5 pedone del nero · d4 cavallo del nero · g4 pedone del bianco · h4 re del nero · b3 pedone del bianco · d3 pedone del nero · e3 pedone del nero · g3 torre del bianco · a2 torre del bianco · h2 torre del nero · b1 alfiere del nero · e1 cavallo del bianco · h1 torre del nero | e8 re del bianco · g8 cavallo del bianco · c7 alfiere del bianco · g6 pedone del nero · g5 pedone del nero · d4 cavallo del nero · g4 pedone del bianco · h4 re del nero · b3 pedone del bianco · d3 pedone del nero · e3 pedone del nero · g3 torre del bianco · a2 torre del bianco · h2 torre del nero · b1 alfiere del nero · e1 cavallo del bianco · h1 torre del nero | e8 re del bianco · g8 cavallo del bianco · c7 alfiere del bianco · g6 pedone del nero · g5 pedone del nero · d4 cavallo del nero · g4 pedone del bianco · h4 re del nero · b3 pedone del bianco · d3 pedone del nero · e3 pedone del nero · g3 torre del bianco · a2 torre del bianco · h2 torre del nero · b1 alfiere del nero · e1 cavallo del bianco · h1 torre del nero | e8 re del bianco · g8 cavallo del bianco · c7 alfiere del bianco · g6 pedone del nero · g5 pedone del nero · d4 cavallo del nero · g4 pedone del bianco · h4 re del nero · b3 pedone del bianco · d3 pedone del nero · e3 pedone del nero · g3 torre del bianco · a2 torre del bianco · h2 torre del nero · b1 alfiere del nero · e1 cavallo del bianco · h1 torre del nero | e8 re del bianco · g8 cavallo del bianco · c7 alfiere del bianco · g6 pedone del nero · g5 pedone del nero · d4 cavallo del nero · g4 pedone del bianco · h4 re del nero · b3 pedone del bianco · d3 pedone del nero · e3 pedone del nero · g3 torre del bianco · a2 torre del bianco · h2 torre del nero · b1 alfiere del nero · e1 cavallo del bianco · h1 torre del nero | e8 re del bianco · g8 cavallo del bianco · c7 alfiere del bianco · g6 pedone del nero · g5 pedone del nero · d4 cavallo del nero · g4 pedone del bianco · h4 re del nero · b3 pedone del bianco · d3 pedone del nero · e3 pedone del nero · g3 torre del bianco · a2 torre del bianco · h2 torre del nero · b1 alfiere del nero · e1 cavallo del bianco · h1 torre del nero | 7 |
| 6 | e8 re del bianco · g8 cavallo del bianco · c7 alfiere del bianco · g6 pedone del nero · g5 pedone del nero · d4 cavallo del nero · g4 pedone del bianco · h4 re del nero · b3 pedone del bianco · d3 pedone del nero · e3 pedone del nero · g3 torre del bianco · a2 torre del bianco · h2 torre del nero · b1 alfiere del nero · e1 cavallo del bianco · h1 torre del nero | e8 re del bianco · g8 cavallo del bianco · c7 alfiere del bianco · g6 pedone del nero · g5 pedone del nero · d4 cavallo del nero · g4 pedone del bianco · h4 re del nero · b3 pedone del bianco · d3 pedone del nero · e3 pedone del nero · g3 torre del bianco · a2 torre del bianco · h2 torre del nero · b1 alfiere del nero · e1 cavallo del bianco · h1 torre del nero | e8 re del bianco · g8 cavallo del bianco · c7 alfiere del bianco · g6 pedone del nero · g5 pedone del nero · d4 cavallo del nero · g4 pedone del bianco · h4 re del nero · b3 pedone del bianco · d3 pedone del nero · e3 pedone del nero · g3 torre del bianco · a2 torre del bianco · h2 torre del nero · b1 alfiere del nero · e1 cavallo del bianco · h1 torre del nero | e8 re del bianco · g8 cavallo del bianco · c7 alfiere del bianco · g6 pedone del nero · g5 pedone del nero · d4 cavallo del nero · g4 pedone del bianco · h4 re del nero · b3 pedone del bianco · d3 pedone del nero · e3 pedone del nero · g3 torre del bianco · a2 torre del bianco · h2 torre del nero · b1 alfiere del nero · e1 cavallo del bianco · h1 torre del nero | e8 re del bianco · g8 cavallo del bianco · c7 alfiere del bianco · g6 pedone del nero · g5 pedone del nero · d4 cavallo del nero · g4 pedone del bianco · h4 re del nero · b3 pedone del bianco · d3 pedone del nero · e3 pedone del nero · g3 torre del bianco · a2 torre del bianco · h2 torre del nero · b1 alfiere del nero · e1 cavallo del bianco · h1 torre del nero | e8 re del bianco · g8 cavallo del bianco · c7 alfiere del bianco · g6 pedone del nero · g5 pedone del nero · d4 cavallo del nero · g4 pedone del bianco · h4 re del nero · b3 pedone del bianco · d3 pedone del nero · e3 pedone del nero · g3 torre del bianco · a2 torre del bianco · h2 torre del nero · b1 alfiere del nero · e1 cavallo del bianco · h1 torre del nero | e8 re del bianco · g8 cavallo del bianco · c7 alfiere del bianco · g6 pedone del nero · g5 pedone del nero · d4 cavallo del nero · g4 pedone del bianco · h4 re del nero · b3 pedone del bianco · d3 pedone del nero · e3 pedone del nero · g3 torre del bianco · a2 torre del bianco · h2 torre del nero · b1 alfiere del nero · e1 cavallo del bianco · h1 torre del nero | e8 re del bianco · g8 cavallo del bianco · c7 alfiere del bianco · g6 pedone del nero · g5 pedone del nero · d4 cavallo del nero · g4 pedone del bianco · h4 re del nero · b3 pedone del bianco · d3 pedone del nero · e3 pedone del nero · g3 torre del bianco · a2 torre del bianco · h2 torre del nero · b1 alfiere del nero · e1 cavallo del bianco · h1 torre del nero | 6 |
| 5 | e8 re del bianco · g8 cavallo del bianco · c7 alfiere del bianco · g6 pedone del nero · g5 pedone del nero · d4 cavallo del nero · g4 pedone del bianco · h4 re del nero · b3 pedone del bianco · d3 pedone del nero · e3 pedone del nero · g3 torre del bianco · a2 torre del bianco · h2 torre del nero · b1 alfiere del nero · e1 cavallo del bianco · h1 torre del nero | e8 re del bianco · g8 cavallo del bianco · c7 alfiere del bianco · g6 pedone del nero · g5 pedone del nero · d4 cavallo del nero · g4 pedone del bianco · h4 re del nero · b3 pedone del bianco · d3 pedone del nero · e3 pedone del nero · g3 torre del bianco · a2 torre del bianco · h2 torre del nero · b1 alfiere del nero · e1 cavallo del bianco · h1 torre del nero | e8 re del bianco · g8 cavallo del bianco · c7 alfiere del bianco · g6 pedone del nero · g5 pedone del nero · d4 cavallo del nero · g4 pedone del bianco · h4 re del nero · b3 pedone del bianco · d3 pedone del nero · e3 pedone del nero · g3 torre del bianco · a2 torre del bianco · h2 torre del nero · b1 alfiere del nero · e1 cavallo del bianco · h1 torre del nero | e8 re del bianco · g8 cavallo del bianco · c7 alfiere del bianco · g6 pedone del nero · g5 pedone del nero · d4 cavallo del nero · g4 pedone del bianco · h4 re del nero · b3 pedone del bianco · d3 pedone del nero · e3 pedone del nero · g3 torre del bianco · a2 torre del bianco · h2 torre del nero · b1 alfiere del nero · e1 cavallo del bianco · h1 torre del nero | e8 re del bianco · g8 cavallo del bianco · c7 alfiere del bianco · g6 pedone del nero · g5 pedone del nero · d4 cavallo del nero · g4 pedone del bianco · h4 re del nero · b3 pedone del bianco · d3 pedone del nero · e3 pedone del nero · g3 torre del bianco · a2 torre del bianco · h2 torre del nero · b1 alfiere del nero · e1 cavallo del bianco · h1 torre del nero | e8 re del bianco · g8 cavallo del bianco · c7 alfiere del bianco · g6 pedone del nero · g5 pedone del nero · d4 cavallo del nero · g4 pedone del bianco · h4 re del nero · b3 pedone del bianco · d3 pedone del nero · e3 pedone del nero · g3 torre del bianco · a2 torre del bianco · h2 torre del nero · b1 alfiere del nero · e1 cavallo del bianco · h1 torre del nero | e8 re del bianco · g8 cavallo del bianco · c7 alfiere del bianco · g6 pedone del nero · g5 pedone del nero · d4 cavallo del nero · g4 pedone del bianco · h4 re del nero · b3 pedone del bianco · d3 pedone del nero · e3 pedone del nero · g3 torre del bianco · a2 torre del bianco · h2 torre del nero · b1 alfiere del nero · e1 cavallo del bianco · h1 torre del nero | e8 re del bianco · g8 cavallo del bianco · c7 alfiere del bianco · g6 pedone del nero · g5 pedone del nero · d4 cavallo del nero · g4 pedone del bianco · h4 re del nero · b3 pedone del bianco · d3 pedone del nero · e3 pedone del nero · g3 torre del bianco · a2 torre del bianco · h2 torre del nero · b1 alfiere del nero · e1 cavallo del bianco · h1 torre del nero | 5 |
| 4 | e8 re del bianco · g8 cavallo del bianco · c7 alfiere del bianco · g6 pedone del nero · g5 pedone del nero · d4 cavallo del nero · g4 pedone del bianco · h4 re del nero · b3 pedone del bianco · d3 pedone del nero · e3 pedone del nero · g3 torre del bianco · a2 torre del bianco · h2 torre del nero · b1 alfiere del nero · e1 cavallo del bianco · h1 torre del nero | e8 re del bianco · g8 cavallo del bianco · c7 alfiere del bianco · g6 pedone del nero · g5 pedone del nero · d4 cavallo del nero · g4 pedone del bianco · h4 re del nero · b3 pedone del bianco · d3 pedone del nero · e3 pedone del nero · g3 torre del bianco · a2 torre del bianco · h2 torre del nero · b1 alfiere del nero · e1 cavallo del bianco · h1 torre del nero | e8 re del bianco · g8 cavallo del bianco · c7 alfiere del bianco · g6 pedone del nero · g5 pedone del nero · d4 cavallo del nero · g4 pedone del bianco · h4 re del nero · b3 pedone del bianco · d3 pedone del nero · e3 pedone del nero · g3 torre del bianco · a2 torre del bianco · h2 torre del nero · b1 alfiere del nero · e1 cavallo del bianco · h1 torre del nero | e8 re del bianco · g8 cavallo del bianco · c7 alfiere del bianco · g6 pedone del nero · g5 pedone del nero · d4 cavallo del nero · g4 pedone del bianco · h4 re del nero · b3 pedone del bianco · d3 pedone del nero · e3 pedone del nero · g3 torre del bianco · a2 torre del bianco · h2 torre del nero · b1 alfiere del nero · e1 cavallo del bianco · h1 torre del nero | e8 re del bianco · g8 cavallo del bianco · c7 alfiere del bianco · g6 pedone del nero · g5 pedone del nero · d4 cavallo del nero · g4 pedone del bianco · h4 re del nero · b3 pedone del bianco · d3 pedone del nero · e3 pedone del nero · g3 torre del bianco · a2 torre del bianco · h2 torre del nero · b1 alfiere del nero · e1 cavallo del bianco · h1 torre del nero | e8 re del bianco · g8 cavallo del bianco · c7 alfiere del bianco · g6 pedone del nero · g5 pedone del nero · d4 cavallo del nero · g4 pedone del bianco · h4 re del nero · b3 pedone del bianco · d3 pedone del nero · e3 pedone del nero · g3 torre del bianco · a2 torre del bianco · h2 torre del nero · b1 alfiere del nero · e1 cavallo del bianco · h1 torre del nero | e8 re del bianco · g8 cavallo del bianco · c7 alfiere del bianco · g6 pedone del nero · g5 pedone del nero · d4 cavallo del nero · g4 pedone del bianco · h4 re del nero · b3 pedone del bianco · d3 pedone del nero · e3 pedone del nero · g3 torre del bianco · a2 torre del bianco · h2 torre del nero · b1 alfiere del nero · e1 cavallo del bianco · h1 torre del nero | e8 re del bianco · g8 cavallo del bianco · c7 alfiere del bianco · g6 pedone del nero · g5 pedone del nero · d4 cavallo del nero · g4 pedone del bianco · h4 re del nero · b3 pedone del bianco · d3 pedone del nero · e3 pedone del nero · g3 torre del bianco · a2 torre del bianco · h2 torre del nero · b1 alfiere del nero · e1 cavallo del bianco · h1 torre del nero | 4 |
| 3 | e8 re del bianco · g8 cavallo del bianco · c7 alfiere del bianco · g6 pedone del nero · g5 pedone del nero · d4 cavallo del nero · g4 pedone del bianco · h4 re del nero · b3 pedone del bianco · d3 pedone del nero · e3 pedone del nero · g3 torre del bianco · a2 torre del bianco · h2 torre del nero · b1 alfiere del nero · e1 cavallo del bianco · h1 torre del nero | e8 re del bianco · g8 cavallo del bianco · c7 alfiere del bianco · g6 pedone del nero · g5 pedone del nero · d4 cavallo del nero · g4 pedone del bianco · h4 re del nero · b3 pedone del bianco · d3 pedone del nero · e3 pedone del nero · g3 torre del bianco · a2 torre del bianco · h2 torre del nero · b1 alfiere del nero · e1 cavallo del bianco · h1 torre del nero | e8 re del bianco · g8 cavallo del bianco · c7 alfiere del bianco · g6 pedone del nero · g5 pedone del nero · d4 cavallo del nero · g4 pedone del bianco · h4 re del nero · b3 pedone del bianco · d3 pedone del nero · e3 pedone del nero · g3 torre del bianco · a2 torre del bianco · h2 torre del nero · b1 alfiere del nero · e1 cavallo del bianco · h1 torre del nero | e8 re del bianco · g8 cavallo del bianco · c7 alfiere del bianco · g6 pedone del nero · g5 pedone del nero · d4 cavallo del nero · g4 pedone del bianco · h4 re del nero · b3 pedone del bianco · d3 pedone del nero · e3 pedone del nero · g3 torre del bianco · a2 torre del bianco · h2 torre del nero · b1 alfiere del nero · e1 cavallo del bianco · h1 torre del nero | e8 re del bianco · g8 cavallo del bianco · c7 alfiere del bianco · g6 pedone del nero · g5 pedone del nero · d4 cavallo del nero · g4 pedone del bianco · h4 re del nero · b3 pedone del bianco · d3 pedone del nero · e3 pedone del nero · g3 torre del bianco · a2 torre del bianco · h2 torre del nero · b1 alfiere del nero · e1 cavallo del bianco · h1 torre del nero | e8 re del bianco · g8 cavallo del bianco · c7 alfiere del bianco · g6 pedone del nero · g5 pedone del nero · d4 cavallo del nero · g4 pedone del bianco · h4 re del nero · b3 pedone del bianco · d3 pedone del nero · e3 pedone del nero · g3 torre del bianco · a2 torre del bianco · h2 torre del nero · b1 alfiere del nero · e1 cavallo del bianco · h1 torre del nero | e8 re del bianco · g8 cavallo del bianco · c7 alfiere del bianco · g6 pedone del nero · g5 pedone del nero · d4 cavallo del nero · g4 pedone del bianco · h4 re del nero · b3 pedone del bianco · d3 pedone del nero · e3 pedone del nero · g3 torre del bianco · a2 torre del bianco · h2 torre del nero · b1 alfiere del nero · e1 cavallo del bianco · h1 torre del nero | e8 re del bianco · g8 cavallo del bianco · c7 alfiere del bianco · g6 pedone del nero · g5 pedone del nero · d4 cavallo del nero · g4 pedone del bianco · h4 re del nero · b3 pedone del bianco · d3 pedone del nero · e3 pedone del nero · g3 torre del bianco · a2 torre del bianco · h2 torre del nero · b1 alfiere del nero · e1 cavallo del bianco · h1 torre del nero | 3 |
| 2 | e8 re del bianco · g8 cavallo del bianco · c7 alfiere del bianco · g6 pedone del nero · g5 pedone del nero · d4 cavallo del nero · g4 pedone del bianco · h4 re del nero · b3 pedone del bianco · d3 pedone del nero · e3 pedone del nero · g3 torre del bianco · a2 torre del bianco · h2 torre del nero · b1 alfiere del nero · e1 cavallo del bianco · h1 torre del nero | e8 re del bianco · g8 cavallo del bianco · c7 alfiere del bianco · g6 pedone del nero · g5 pedone del nero · d4 cavallo del nero · g4 pedone del bianco · h4 re del nero · b3 pedone del bianco · d3 pedone del nero · e3 pedone del nero · g3 torre del bianco · a2 torre del bianco · h2 torre del nero · b1 alfiere del nero · e1 cavallo del bianco · h1 torre del nero | e8 re del bianco · g8 cavallo del bianco · c7 alfiere del bianco · g6 pedone del nero · g5 pedone del nero · d4 cavallo del nero · g4 pedone del bianco · h4 re del nero · b3 pedone del bianco · d3 pedone del nero · e3 pedone del nero · g3 torre del bianco · a2 torre del bianco · h2 torre del nero · b1 alfiere del nero · e1 cavallo del bianco · h1 torre del nero | e8 re del bianco · g8 cavallo del bianco · c7 alfiere del bianco · g6 pedone del nero · g5 pedone del nero · d4 cavallo del nero · g4 pedone del bianco · h4 re del nero · b3 pedone del bianco · d3 pedone del nero · e3 pedone del nero · g3 torre del bianco · a2 torre del bianco · h2 torre del nero · b1 alfiere del nero · e1 cavallo del bianco · h1 torre del nero | e8 re del bianco · g8 cavallo del bianco · c7 alfiere del bianco · g6 pedone del nero · g5 pedone del nero · d4 cavallo del nero · g4 pedone del bianco · h4 re del nero · b3 pedone del bianco · d3 pedone del nero · e3 pedone del nero · g3 torre del bianco · a2 torre del bianco · h2 torre del nero · b1 alfiere del nero · e1 cavallo del bianco · h1 torre del nero | e8 re del bianco · g8 cavallo del bianco · c7 alfiere del bianco · g6 pedone del nero · g5 pedone del nero · d4 cavallo del nero · g4 pedone del bianco · h4 re del nero · b3 pedone del bianco · d3 pedone del nero · e3 pedone del nero · g3 torre del bianco · a2 torre del bianco · h2 torre del nero · b1 alfiere del nero · e1 cavallo del bianco · h1 torre del nero | e8 re del bianco · g8 cavallo del bianco · c7 alfiere del bianco · g6 pedone del nero · g5 pedone del nero · d4 cavallo del nero · g4 pedone del bianco · h4 re del nero · b3 pedone del bianco · d3 pedone del nero · e3 pedone del nero · g3 torre del bianco · a2 torre del bianco · h2 torre del nero · b1 alfiere del nero · e1 cavallo del bianco · h1 torre del nero | e8 re del bianco · g8 cavallo del bianco · c7 alfiere del bianco · g6 pedone del nero · g5 pedone del nero · d4 cavallo del nero · g4 pedone del bianco · h4 re del nero · b3 pedone del bianco · d3 pedone del nero · e3 pedone del nero · g3 torre del bianco · a2 torre del bianco · h2 torre del nero · b1 alfiere del nero · e1 cavallo del bianco · h1 torre del nero | 2 |
| 1 | e8 re del bianco · g8 cavallo del bianco · c7 alfiere del bianco · g6 pedone del nero · g5 pedone del nero · d4 cavallo del nero · g4 pedone del bianco · h4 re del nero · b3 pedone del bianco · d3 pedone del nero · e3 pedone del nero · g3 torre del bianco · a2 torre del bianco · h2 torre del nero · b1 alfiere del nero · e1 cavallo del bianco · h1 torre del nero | e8 re del bianco · g8 cavallo del bianco · c7 alfiere del bianco · g6 pedone del nero · g5 pedone del nero · d4 cavallo del nero · g4 pedone del bianco · h4 re del nero · b3 pedone del bianco · d3 pedone del nero · e3 pedone del nero · g3 torre del bianco · a2 torre del bianco · h2 torre del nero · b1 alfiere del nero · e1 cavallo del bianco · h1 torre del nero | e8 re del bianco · g8 cavallo del bianco · c7 alfiere del bianco · g6 pedone del nero · g5 pedone del nero · d4 cavallo del nero · g4 pedone del bianco · h4 re del nero · b3 pedone del bianco · d3 pedone del nero · e3 pedone del nero · g3 torre del bianco · a2 torre del bianco · h2 torre del nero · b1 alfiere del nero · e1 cavallo del bianco · h1 torre del nero | e8 re del bianco · g8 cavallo del bianco · c7 alfiere del bianco · g6 pedone del nero · g5 pedone del nero · d4 cavallo del nero · g4 pedone del bianco · h4 re del nero · b3 pedone del bianco · d3 pedone del nero · e3 pedone del nero · g3 torre del bianco · a2 torre del bianco · h2 torre del nero · b1 alfiere del nero · e1 cavallo del bianco · h1 torre del nero | e8 re del bianco · g8 cavallo del bianco · c7 alfiere del bianco · g6 pedone del nero · g5 pedone del nero · d4 cavallo del nero · g4 pedone del bianco · h4 re del nero · b3 pedone del bianco · d3 pedone del nero · e3 pedone del nero · g3 torre del bianco · a2 torre del bianco · h2 torre del nero · b1 alfiere del nero · e1 cavallo del bianco · h1 torre del nero | e8 re del bianco · g8 cavallo del bianco · c7 alfiere del bianco · g6 pedone del nero · g5 pedone del nero · d4 cavallo del nero · g4 pedone del bianco · h4 re del nero · b3 pedone del bianco · d3 pedone del nero · e3 pedone del nero · g3 torre del bianco · a2 torre del bianco · h2 torre del nero · b1 alfiere del nero · e1 cavallo del bianco · h1 torre del nero | e8 re del bianco · g8 cavallo del bianco · c7 alfiere del bianco · g6 pedone del nero · g5 pedone del nero · d4 cavallo del nero · g4 pedone del bianco · h4 re del nero · b3 pedone del bianco · d3 pedone del nero · e3 pedone del nero · g3 torre del bianco · a2 torre del bianco · h2 torre del nero · b1 alfiere del nero · e1 cavallo del bianco · h1 torre del nero | e8 re del bianco · g8 cavallo del bianco · c7 alfiere del bianco · g6 pedone del nero · g5 pedone del nero · d4 cavallo del nero · g4 pedone del bianco · h4 re del nero · b3 pedone del bianco · d3 pedone del nero · e3 pedone del nero · g3 torre del bianco · a2 torre del bianco · h2 torre del nero · b1 alfiere del nero · e1 cavallo del bianco · h1 torre del nero | 1 |
|   | a | b | c | d | e | f | g | h |   |

Soluzione:
1. Ab8!  (min. 2. Ta7 ... 3. Th7#)
1... Axa2 2. Ce7 ... 3. Cxg6#

1... Thxa2 2. Ce7 ... 3. Cxg6#

(2... Ta6/d2 3. Cg2#)

1... Tc2 2. Txc2 ... 3. Cg2#

1... Tf2 2. Txf2 ... 3. Cg2#